# Caulleriella typhlops
Caulleriella typhlops är en ringmaskart som först beskrevs av Willey 1905.  Caulleriella typhlops ingår i släktet Caulleriella och familjen Cirratulidae. Inga underarter finns listade i Catalogue of Life.